# Carlos Tenorio
Carlos Tenorio (Esmeraldas, 14 mei 1979) is een Ecuadoraanse profvoetballer.

## Clubcarrière
Tenorio is een aanvaller die zijn carrière in 2001 begon bij LDU Quito. In 2003 werd hij uitgeleend aan Al-Nassr in Saoedi-Arabië en een jaar later vertrok hij naar Al-Sadd in Qatar. In 2004 werd hij na Gabriel Batistuta de topscorer van de Qatarese competitie. In 2006 wist hij in een wedstrijd tegen de toenmalige tweededivisieclub Meather tien doelpunten te scoren, in een wedstrijd die werd gewonnen met 21-0.
| seizoen    | club       | land          | competitie             | wed. | goals |
| ---------- | ---------- | ------------- | ---------------------- | ---- | ----- |
| 2001-2003  | LDU Quito  | Ecuador       | Campeonato Ecuatoriano | 49   | 13    |
| 2003-2004  | Al-Nassr   | Saoedi-Arabië | Saudi Premier League   | 16   | 15    |
| 2004-?     | Al-Sadd    | Qatar         | Qatari League          | 134  | 77    |
| Bijgewerkt | 10-09-2007 |               |                        |      |       |

## Interlandcarrière
Tenorio was een vaste waarde in het nationale elftal en speelde zijn eerste interland op 14 november 2001 tegen Chili. Hij maakte zowel deel uit van de selectie voor het WK voetbal 2002 als voor het WK voetbal 2006. Op dit laatste toernooi wist hij tweemaal te scoren voor Ecuador, waarmee hij samen met Agustín Delgado gedeeld topscorer voor zijn land was. Tenorio speelde tot dusver 52 interlands, waarin hij twaalfmaal scoorde.
| WK-statistieken           | Club      | Positie   | W |   |   | D | A |   |   |   |
| ------------------------- | --------- | --------- | - | - | - | - | - | - | - | - |
| WK voetbal 2002 - Ecuador | LDU Quito | aanvaller | 3 | 2 | 1 | 0 | 0 | 0 | 0 | 0 |
| WK voetbal 2006 - Ecuador | Al-Sadd   | aanvaller | 3 | 0 | 3 | 2 | 0 | 1 | 0 | 0 |